# Практическая политология. Пособие по контакту с реальностью
Практическая политология. Пособие по контакту с реальностью — сборник эссе Екатерины Шульман, посвящённый политической системе России.
Книга содержит статьи 2013—2018 годов. В её первой части собраны материалы, посвящённые гибридным режимам, во второй — обществу (изменениям в нём, солидарности, демократии участия), в третьей — законодательным процессам (парламентаризму, особенностям законотворчества в России), также в издании затрагивается режимная трансформация и делается попытка развенчать некоторые политологические мифы.
Статьи содержат метафоры и юмор. Разнородные тексты, составленные в издание, содержат повторы и могут не компоноваться в цельный научно-популярный материал.
Работа попала в число научно-популярных книг, отобранных экспертами программы «Всенаука» для бесплатной публикации в Интернете в рамках проекта «Дигитека».